# Route départementale 67 (Allier)
Pour les articles homonymes, voir Route départementale 67.
La route départementale 67, abrégée en RD 67 ou D 67, est une route départementale du sud-est de l'Allier reliant le rond-point de Creuzier-le-Neuf à Saint-Rémy-en-Rollat, via Saint-Germain-des-Fossés.
Ouverte à la fin des années 1990, elle a permis le désenclavement d'une partie de l'agglomération de Vichy. Longue de 5,5 km, elle ne traverse aucune agglomération.

## Histoire
Le premier tronçon de la route départementale 67, reliant Saint-Rémy-en-Rollat à Saint-Germain-des-Fossés, a été inauguré le 29 décembre 1996 en présence de Claude Malhuret, maire de Vichy, Gérard Dériot, président du conseil général de l'Allier et Gérard Broch, préfet de l'Allier. La mise en service des trois premiers kilomètres de la route était « une amorce réelle de contournement de la ville [de Vichy] », évitant désormais au trafic de transit de traverser la ville. Le deuxième tronçon, qui continue à l'est vers Creuzier-le-Neuf, Lapalisse (par la route départementale 907) et la route nationale 7, est mis en service ultérieurement.

## Caractéristiques

### Tracé de la route
La route départementale 67 commence au rond-point de Creuzier-le-Neuf, dans le prolongement de la route départementale 907 à proximité de la zone d'activités des Ancises. Cette route se dirige vers l'ouest, tandis que la RD 907 se dirige vers l'est (Mâcon, Roanne, Lapalisse et Magnet), la RD 2209 au sud (Vichy, Cusset et certains quartiers de Creuzier-le-Vieux), la RD 174 de desserte locale au sud-ouest (Creuzier-le-Neuf) et la RN 209 au nord (Moulins, Varennes-sur-Allier, Billy et Saint-Germain-des-Fossés). Il existe cependant, compte tenu de la topographie de la région, une pente de 6 % avant d'entrer à Saint-Germain-des-Fossés, puis une descente aboutissant à l'échangeur avec la D 258 via une antenne (la D 67A).
Elle oblique à gauche et passe au-dessus de la ligne de chemin de fer de Saint-Germain-des-Fossés à Darsac puis la rivière Allier en longeant la ligne de Saint-Germain à Nîmes. La route oblique à nouveau à gauche et croise la D 142 (Marcenat) et se termine au giratoire dit « de la Goutte » avec la route départementale 6.
La section D 258 – D 6 était déjà ouverte en 1997 ; celle entre la D 258 et la nouvelle D 907 l'est en 1998.

### Itinéraire
La route traverse les territoires communaux de Creuzier-le-Neuf, Saint-Germain-des-Fossés et Saint-Rémy-en-Rollat.

### Intersections

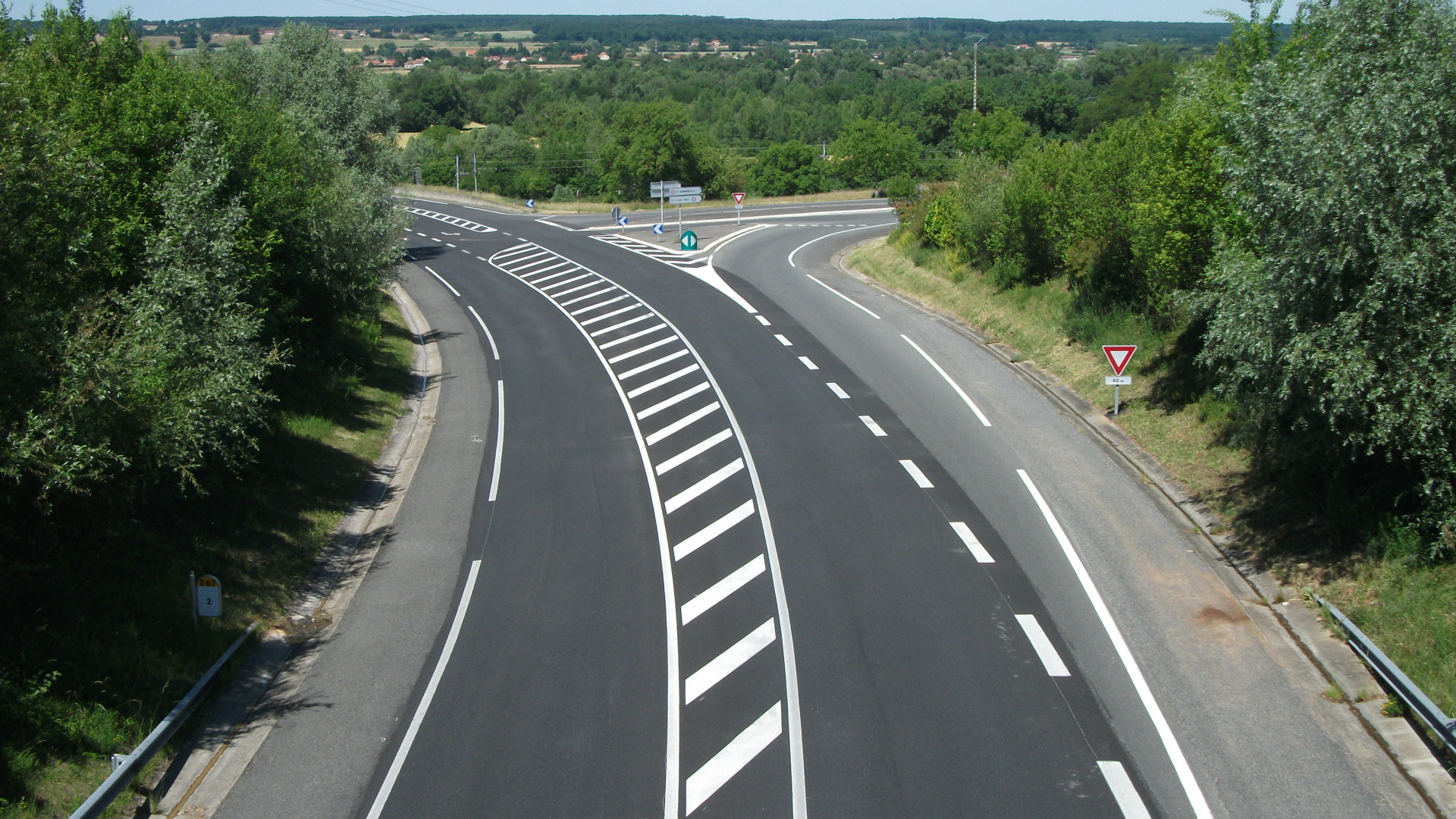
Carrefour du Prieuré (Saint-Germain-des-Fossés), depuis le pont de la D 258 en 2011.

Il existe quatre intersections avec la route départementale 67, qui sont, de l'est vers l'ouest :
- le rond-point de Creuzier-le-Neuf, carrefour giratoire où s'arrête la route nationale 209 (en direction de Billy, Varennes-sur-Allier et Moulins) ;
  - cette route continue au sud en tant que route départementale 2209 (en direction de Cusset et des quartiers Est de Vichy),
  - ce giratoire est aussi le point de départ de la route départementale 907 (en direction de Magnet, Lapalisse, Roanne et Mâcon), qui dessert également la zone d'activités des Ancises ; ainsi que de la route départementale 174 (en direction du centre-ville de Creuzier-le-Neuf) ;
- le carrefour du Prieuré[3], dont le raccordement est en fait une antenne (la RD 67a) se raccordant à la RD 258 en direction de Saint-Germain-des-Fossés ;
- le carrefour de la Gravière[3], dont le raccordement, une antenne de la RD 142, permet de rejoindre Marcenat ;
- le carrefour de la Goutte[3], où se termine la RD 67, où elle croise la route départementale 6 (en direction de Saint-Rémy-en-Rollat, Saint-Pourçain-sur-Sioule et Montluçon vers le nord-ouest ; Charmeil, Bellerive-sur-Allier, Vichy et Thiers) ;
  - ce giratoire dessert aussi deux zones d'activités, celle de Davayat et celle des Bâts,
  - il est aussi le point de départ du futur contournement nord-ouest.

## Projet de contournement nord-ouest de Vichy

### Contexte
L'agglomération de Vichy est la seule de France à ne pas disposer d'une desserte routière décente. Elle est éloignée des principaux axes autoroutiers qui traversent le département de l'Allier, ce qui nuit à l'accessibilité et au développement économique de l'agglomération.
Un projet de contournement nord-ouest de l'agglomération vichyssoise doit permettre l'amélioration de la desserte de la cité thermale et de zones d'activités économiques. Un premier projet a été présenté entre 2003 et 2005, sans consensus ; les études ont repris en 2011.

### Le projet

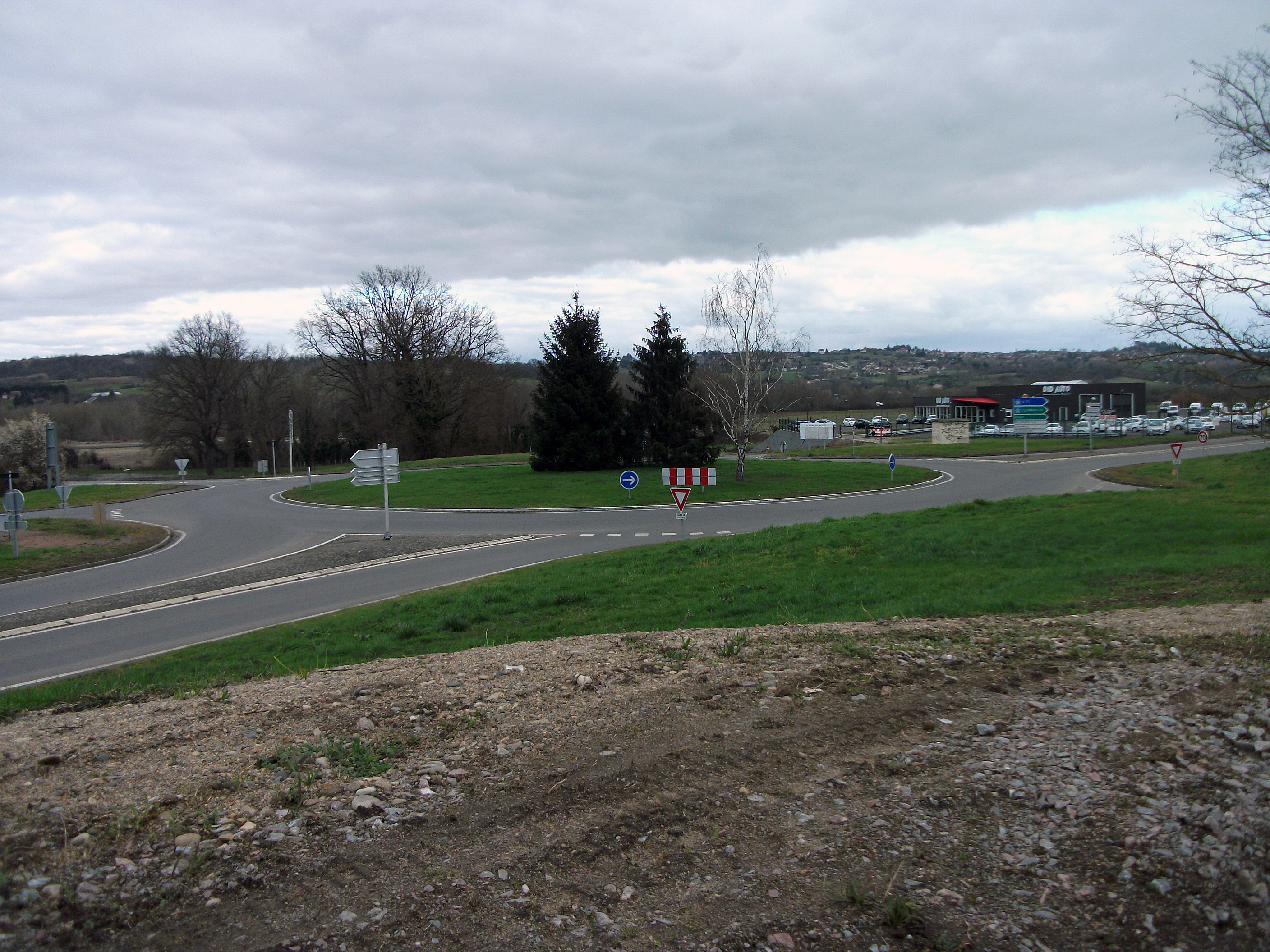
Carrefour giratoire de la Goutte, à Saint-Rémy-en-Rollat, terminus de la D 67 et du futur contournement nord-ouest, en mars 2016.

Le projet de contournement consiste à créer 6,5 km de voie nouvelle, répondant aux mêmes caractéristiques que la RD 67.
Afin d'assurer la continuité du réseau routier national entre la route nationale 209 (qui s'arrête au rond-point de Creuzier-le-Neuf) et l'autoroute A719, la création du contournement nord-ouest inclut la requalification de la RD 67 qui doit être classée dans le réseau routier national.
Il comportera des points d'échanges avec la RD 27 (desserte de Charmeil et Vendat) et la zone de Montpertuis, ainsi que vers l'autoroute A719 où il débouche sur un carrefour giratoire. Sa mise en service est prévue en 2025.
La réalisation du contournement doit répondre à une hausse du trafic routier (en particulier de poids lourds) entre la zone d'activités des Ancises et Charmeil (qui comprend les routes départementales 67 et 6).
Sur la RD 67, les caractéristiques et le niveau de sécurité « sont compatibles avec les exigences requises pour le tracé neuf du contournement » ; les travaux d'aménagement sur place consistent plutôt en une requalification environnementale. Ils pourront s'accompagner de la création de refuges et du réaménagement des intersections existantes.
Le projet, tel que présenté en 2013, présentait six possibilités de variantes. Au nord de la RD 27 (où un giratoire serait à créer), trois variantes (« Nord Bois Perret », « Sud Bois Perret » et « voie ferrée ») sont proposées, les deux premières imposant le franchissement à deux reprises de la ligne de Saint-Germain-des-Fossés à Nîmes-Courbessac, la troisième longeant la ligne sur 700 mètres en passant devant l'entreprise Valmont France et le lieu-dit Les Crèches (impliquant le déplacement de 1 600 mètres de la voie ferrée). Au sud de ce futur giratoire, deux variantes (« Thévenins » et « Gros Bois ») assurent la liaison avec l'autoroute A719, où elle doit se raccorder à l'est de la barrière de péage.

### Concertation préalable de 2013
Une réunion de concertation au public s'est déroulée du 13 au 29 novembre 2013, concernant les communes de Bellerive-sur-Allier, Charmeil, Espinasse-Vozelle, Creuzier-le-Neuf, Saint-Germain-des-Fossés, Saint-Rémy-en-Rollat et Vendat. Le projet a été présenté à Charmeil le 19 novembre 2013 ; les habitants rejettent la variante « voie ferrée », génératrice de nuisances. Une deuxième réunion s'est tenue à Vendat le 25 novembre 2013. Les réunions publiques ont mobilisé près de deux cents personnes.
L'aménagement de la RD 67 a recueilli peu d'avis ; le maire de Saint-Germain-des-Fossés a « émis le souhait de voir préserver le lien d'accès à sa commune ». La DREAL Auvergne signale que les points d'échanges existants sur cette route seront conservés et aménagés si nécessaire.

### Enquête publique de 2022-2023
Une enquête publique relative à la réalisation du contournement devait avoir lieu du 20 octobre au 22 novembre 2022, mais elle a été annulée par la préfecture de l'Allier en raison de l'absence de l'avis du ministre de la Transition écologique et de la cohésion des territoires (avis défavorable du Conseil national de la protection de la nature du 15 août 2022 sur la demande d'autorisation environnementale). Ce document manquant permet de relancer l'enquête publique, qui s'est finalement tenue du 28 novembre 2022 au 6 janvier 2023.
À l'issue de l'enquête publique, plusieurs centaines de contributions ont été recensées (plus de 650, les thèmes les plus souvent évoqués étant le trafic routier, les nuisances et l'environnement naturel).
La commission d'enquête publique émet un avis défavorable. Bien que mettant l'accent sur une forte baisse du trafic routier sur les routes départementales 6 et 2209 dans les traversées de Charmeil et Bellerive-sur-Allier (−36 % de véhicules et −90 % de poids lourds) et une réduction des nuisances sonores sur ces deux axes, elle pointe néanmoins des insuffisances sur le volet environnemental, avec une destruction de 14,5 ha d'espaces forestiers pour 10 ha reboisés.
Le 13 décembre 2023, le ministre des Transports Clément Beaune annonce, dans un courrier adressé au député Nicolas Ray et au sénateur Claude Malhuret, que le projet du contournement nord-ouest sera déclaré d'utilité publique à la fin de l'année 2023.

## Trafic
Le décret no 2010-578 du 31 mai 2010 classe la route départementale 67 à grande circulation entre la RD 174 à Creuzier-le-Neuf et la RD 6 à Saint-Rémy-en-Rollat, ce qui correspond à la totalité de son parcours.
Les voiries locales et départementales ont enregistré une hausse de trafic. En 2006, au niveau du poste de comptage de Saint-Germain-des-Fossés, la RD 67 comptait 4 872 véhicules par jour (dont 18,73 % de poids lourds). L'année suivante, ce chiffre s'élève à 5 109, dont 20,50 % de poids lourds. En 2012, la hausse du trafic est confirmée, avec 6 450 véhicules par jour.